# Aberdeen (Caroline du Nord)
Pour les articles homonymes, voir Aberdeen (homonymie).
Aberdeen est une ville située dans le comté de Moore dans l'État de Caroline du Nord. Elle totalisait 5 052 habitants en 2007.

## Démographie
| 1890 | 1900 | 1910 | 1920 | 1930  | 1940  |
| ---- | ---- | ---- | ---- | ----- | ----- |
| 227  | 559  | 794  | 858  | 1 382 | 1 076 |

| 1950  | 1960  | 1970  | 1980  | 1990  | 2000  |
| ----- | ----- | ----- | ----- | ----- | ----- |
| 1 603 | 1 531 | 1 592 | 1 945 | 2 700 | 3 400 |

| 2010  | - | - | - | - | - |
| ----- | - | - | - | - | - |
| 6 350 | - | - | - | - | - |

## Source
- (en) Cet article est partiellement ou en totalité issu de l’article de Wikipédia en anglais intitulé « Aberdeen, North Carolina » (voir la liste des auteurs).

1. ↑  (en) « Statistiques des États-Unis - Caroline du Nord - Profils des communautés de 2010 » (consulté en novembre 2020)